# East Bay Ray
 (juin 2023).
Si vous disposez d'ouvrages ou d'articles de référence ou si vous connaissez des sites web de qualité traitant du thème abordé ici, merci de compléter l'article en donnant les références utiles à sa vérifiabilité et en les liant à la section « Notes et références ».
Pour les articles homonymes, voir East Bay et Pepperell.
Raymond Pepperell, né le 17 novembre 1958, plus connu sous le nom de East Bay Ray est un guitariste américain.

## Biographie
Il commença sa carrière avec le groupe Cruisin', un groupe de Rockabilly, avant d'entrer dans le groupe punk Dead Kennedys. À la séparation du groupe en 1987, il monte Kage. Il fait à nouveau partie Dead Kennedys depuis leur reformation en 2006.